# 구영필
구영필(具榮佖: 1891년~1926년 9월 11일)은 한국의 독립운동가다. 가명은 최계화(崔桂華)이며, 본관은 능성이다.

## 생애
구한말 영남 보부상 총책이었고, 당시 밀양의 부호였던 한씨 문중과 혼인한 구성백의 맏아들로 1891년 태어났다. 부산광역시 기장군에서 태어났으나 유년기 대부분을 밀양에서 성장했다. 17세에 경성공업전습소 졸업, 3년간 와세다대학 정경과에서 공부하다 결국 중퇴하였다. 국권 상실 후 구영필의 본가와 외가는 우당 이회영 선생의 일가가 그러했듯 일가 식구 40여명 전원이 만주로 이주하였고, 독립운동 기지 건설에 전 재산을 처분하여 바쳤다.
1912년에 만주 펑톈으로 망명해 1913년까지 만주 지린에서 삼원보 구성원으로 활동했다. 1913년 귀국해 일합사 활동을 주도하다 1918년 봉천으로 가다가 일본 경찰에 체포되어 징역 6개월형을 받았다. 1917년 12월 이종암이 근무하던 대구은행 금고 1만 9백 원을 가지고 김대지 등과 함께 상해를 거쳐 길림성으로 갔다. 1918년 봉천성에 삼광상회, 안동현에 원보상회를 창업해 독립운동 군자금 세탁처 및 연락처로 사용했다. 1919년 대한민국 임시정부 의정원 의원으로 선출되어 재무위원으로 재무차장, 재무부장 역임 임정요인으로 활동했다.
1919년 구영필은 김대지, 황상규와 의열단을 창단, 후배 김원봉을 단장으로 내세우고 자금을 조달, 지도했다. 1920년5월 국내에 잠입해 밀양 폭탄사건을 일으키고 부산의 친척 김용술 집으로 피신해 부산 전보사건을 일으켰다. 구영필은 체포를 피했고 궐석재판에서 징역 3년형을 선고받았다. 이후 영고탑에 정착해 "최계화"로 개명하고 1920년 학교 여명의숙, 1921년 입적간민호회를 설립했다. 이 시기에 본격적으로 사회주의자가 되어 김사국 등과 함께 무산자 중등교육기관 운영 등 수많은 독립운동 활동을 했다.
입적간민호회는 중화민국 정부의 인정을 받은 자치기관으로, 한국인들의 입법·사법·행정권을 가지고 있었으며 그 개척총수인 구영필이 의열단 자금책이었기에 의열단의 공작 중개지이자 배후 피난지의 역할도 하고 있었다. 그는 공산주의자들과 교류하며 학교 설립과 좌익청년단체를 주도하였고, 뒤늦게 이곳으로 자리잡은 김좌진 중심의 우파 민족주의자 그룹인 신민부가 걸어온 주도권 싸움에 휘말렸다.
1925년 김좌진이 영고탑으로 와서 자칭 군사정부인 신민부를 설립했다. 신민부는 군자금 모금을 명목으로 재만 한인들에게 군사정부에 납부하는 "세금"을 수취했다. 간민호회는 이것을 수탈, 강도행위라고 보고 저항했다. 1925년 신민부의 문우천 등이 무력을 동원해 군자금 강제징수를 강요하며 조선동포를 괴롭히다 중국 관헌에게 체포되자 신민부는 이것을 구영필의 밀고라고 단정하고 구영필이 변절, 일제 밀정이 되었다는 흑색선전을 했다. 신변의 위협을 느낀 구영필은 의열단에 도움을 요청했지만 연락을 받은 김대지가 도착해 조사하던 중 1926년 9월 신민부 보안대장 문우천에게 살해당했다.

## 미상훈 이유
해방 이후 신민부 출신의 이강훈(광복회 회장 역임), 윤치형 등은 1920년 밀양 폭탄사건이 실패한 것도 구영필의 밀고 때문이었다고 회고록 등을 통해 주장했다. 하지만 이런 주장은 일본 측 기밀문서들 내용과는 전혀 일치하지 않는다. 밀양 사건 수사자료는 구영필을 김원봉과 함께 "주모자"로 기록하고 있으며, 이후 영고탑 활동에 관한 보고서에서는 구영필을 “배일(排日)의 거두”라고 평가했다. 그러나 신민부를 중심으로 정립된 독립운동 정사와 상충된다는 이유로 구영필은 대한민국 독립유공자로 인정받지 못하고 있고, 그에 대한 공식적인 평가는 여전히 변절자다.
구영필이 변절자라는 주장은 다음과 같다. 일제가 심어놓은 내부 밀정은 늘 의열단을 괴롭혔다. 김영범 대구대 사회학과 교수가 2017년 5월 발표한 논문(‘의열단 창립단원 문제와 제1차 국내거사기획의 실패 전말’)에서 1920년 3월의 거사 무산에 대해 이수택 신문조서 등을 분석한 결과, 거사용 여비를 김원봉에게 내주었던 ‘길림군정사 군수과장’ 겸 ‘임시정부 재무부 위원’ 구영필이 경기도경 경부 김태석을 은밀히 도와, 동향(밀양)인 동지들 중심의 거사기획 실행을 좌절시킨 주역이었을 가능성이 농후했다. 이미 윤치형의 지역신문 회고문(1962년)에 의하면 “(1920년 여름) 만주에 있어야 할 구영필이 별안간 밀양에 나타나 서울 동지들이 모두 검거되었다면서 거사비용은 자기가 댈 테니 남은 동지들이 한자리에 모여 거사를 의논하자고 집합 일시와 장소를 정했다. 극도의 보안사항인 무기 은닉처도 계속 따지고 물어오니 가르쳐주었다. 그리고는 약속대로 김재수의 사택에 가 있는 데 서울에서 온 형사대가 급습하여 체포했다. 나중에 구치소에서 형무소로 옮겨가던 중, 같은 마차에 타게 된 윤세주가 비밀신호로 전해주기를 ‘구영필이 우리를 배반하고 동지를 일경에 판 자’라고 하더라”는 것이다. 1925년 도쿄 거사를 꿈꾸며 국내로 들어온 이종암 등 총 12명(4명 유죄)이 붙잡힌 ‘경북의열단 사건’도 구영필의 밀고였다는 의혹이 제기된다. 이종암은 독립운동에 나서면서 은행에서 가지고 나온 1만500원 중 7,000원을 구영필에게 주고 만주 펑티엔(奉天)에 삼광상회를 설립하고 경영을 위탁했을 정도로 구영필을 믿었다. 물론 구영필의 후손들은 여전히 구영필의 밀정 혐의는 모함이라고 주장하고 있다.
구영필의 독립유공자 상훈은 네 번이나 거부당했다. 그가 피살될 무렵, 말을 타고 집 주변을 밤새 빙빙 돌며 무력으로 시위하던 이가 나중에 초대 국무총리를 지낸 ‘족청’의 우두머리이자 히틀러 숭배자이기도 했던 철기 이범석이었다. 1970년대 이후 독립유공자 상훈 심사위원이자 광복회장을 역임하며 수십년간 독립운동사의 ‘판관’ 노릇을 하던 이강훈이 신민부 보안대원이었음을 생각하면 사정을 짐작할 수 있을 것이다.

## 아들 구수만
아들 구수만은 배재고보를 다니던 1930년, 광주학생운동으로 촉발된 전국적 항일시위의 주모자로 몰려 검거되었다. 배재고보 5학년 재학 중 항일만세시위 및 배일 전단 배포사건 주모자로 서대문형무소에 보안법위반으로 체포된다. 이 사건으로 구수만은 퇴학을 당한다.
이후 조선공산당 영남 지역 대표로 활동했고, 조선공산당 재건운동과 부산항만의 부두노동자 파업을 주도하다 검거되어 끔찍한 고문을 당했지만 지하활동을 이어갔다. 제주 4·3항쟁 당시에는 학살의 진상을 알리는 전단지를 제작하여 배포하다 다시 검거되어 생사를 넘나드는 고문을 당했다.
해방 뒤 보험회사 총무과장으로 근무하고 서점을 운영하기도 했다. 부산 동아대에서 직원으로 근무도 했지만 가난과 불행은 그치지 않았다. 구수만은 부인, 딸 넷과 부산의 산비탈 판잣집에서 지냈다. 그는 일제 때 받은 고문의 후유증으로 병석에 자주 누웠다. 그나마 있던 재산도 병구완에 모두 털어넣을 수밖에 없었다. 구수만의 아내가 식당이나 과일 행상을 했지만 여의치 않았다. 구수만은 1955년께 시력을 점점 잃다가 실명하고 말았다. 그는 1976년 부친의 독립운동 사실을 인정받지 못한 채 숨을 거뒀다.
2005년에 뒤늦게 구수만을 국가보훈처에 서훈 신청했으나 자료가 부족하다는 사유로 보류되었다. 밀양 송전탑 반대 투쟁하는 밀양시 단장면 용회마을 주민 구미현이 딸이다.

## 참고 자료
- 최경숙. “구영필”. 부산향토문화백과.
- 김정자. “구영필(具榮必)”. 한국역대인물종합정보시스템. 2018년 7월 30일에 원본 문서에서 보존된 문서. 2018년 5월 24일에 확인함.
- 전진식 (2015년 8월 13일). “할아버지가 목숨 바친 대한민국, 내 삶의 터전을 빼앗다”. 한겨레.